# Manuel III de Trebisonda
Manuel III de Trebisonda o Manuel III Gran Comneno (en griego: Μανουήλ Γ΄ Μέγας Κομνηνός, romanizado: Manouēl III Megas Komnēnos; 16 de diciembre de 1364-5 de marzo de 1417) fue emperador de Trebisonda entre el 20 de marzo de 1390 hasta su muerte en 1417.
El evento principal del reinado de su reinado fue la llegada del conquistador de Asia Central, Tamerlán, a Anatolia. Esto llevó a la destrucción del Imperio otomano en la batalla de Angora, que había amenazado la existencia del dominio de Manuel. Aunque los otomanos reconstituyeron su estado después de diez años de guerra civil, esta derrota prolongó la existencia y seguridad del Imperio de Trebisonda durante varias décadas más.

## Biografía
Manuel III era hijo del emperador Alejo III de Trebisonda con Teodora Cantacucena. Fue nombrado heredero en 1377, tras la muerte de su hermano mayor Basilio. 
El dominio de Manuel III se había visto amenazado cada vez más por el gobernante del Imperio otomano, el sultán Bayezid I, quien en 1398 había conducido a su ejército a lo largo de la costa del Mar Negro hasta la frontera del Imperio de Trebisonda. Tamerlán, que había hecho campaña en el este de Anatolia en 1394, regresó y capturó Sivas (27 de agosto de 1400), matando a todos sus defensores. Tamerlán exigió que Manuel y su ejército se le unieran en la guerra que se avecinaba con los turcos otomanos, pero de alguna manera el emperador evitó esta demanda, aunque contribuyó con veinte galeras al esfuerzo general de Tamerlán. Bayezid y Tamerlán finalmente se encontraron en la batalla de Angora, donde Tamerlán aplastó a las fuerzas otomanas y convirtió al sultán en su prisionero. Durante los siguientes ocho meses, Tamerlán se movió por Anatolia, restaurando los antiguos beylicatos turcos y saqueando los territorios otomanos, desmantelando así el Imperio otomano. No sería hasta 1413, cuando Mehmed I derrotó a su último hermano superviviente, que el Imperio otomano sería una vez más una amenaza para cualquiera de sus vecinos. 
Cuando Tamerlán abandonó Asia Menor en 1403, parte de su ejército se separó del conjunto para visitar la ciudad de Ceraso y fue presumiblemente por sus estragos que el gobierno de Melisseno en Oinaion fue destruido. Solo las montañas alrededor de Ceraso les impidieron aventurarse más lejos, para alivio de los treberos, Tamerlán también puso a su sobrino Mirza Halil a cargo de los asuntos de Armenia, Trebisonda y Georgia, pero con la muerte de su padre en 1405, Halil se apresuró a asumir el trono en Samarcanda.
La partida de Mirza Halil creó un vacío de poder que fue llenado por el Kara Koyunlu, o la Confederación de turcomanos de la «Oveja Negra». Manuel III enfrentó esta amenaza a través de la diplomacia, siguiendo la práctica establecida de su familia de absorberlos en su familia a través del matrimonio. Una de sus hijas se convirtió en la esposa de uno de los gobernantes turcomanos más peligrosos, Qara Yusuf de los Kara Koyunlu. Otra estaba casado con Ali Beg, jan de sus rivales, los Aq Qoyunlu, o Confederación de turcomanos de la «Oveja Blanca». Su hija mayor se convirtió en la tercera esposa del emperador Juan VIII Paleólogo, mientras que la menor devino en la primera esposa de Đurađ Branković de Serbia.
El embajador castellano Ruy González de Clavijo, que se dirigía a la corte de Tamerlán, fue recibido por Manuel III mientras pasaba por Trebisonda en abril de 1404 y escribió lo siguiente de este:

El emperador y su hijo iban vestidos con túnicas imperiales. Llevaban en la cabeza sombreros altos coronados por cordones dorados, en cuya parte superior había plumas de grulla; y los sombreros estaban atados con pieles de martas... Este emperador rinde homenaje a Timur Beg, y a otros turcos, que son sus vecinos. Está casado con un pariente del emperador de Constantinopla, y su hijo está casado con la hija de un caballero de Constantinopla y tiene dos hijas pequeñas.

Las relaciones con Venecia fueron mejores que con Génova. En 1391 se firmó un pacto, en la línea del tratado de 1319, que redujo las cuotas que pagaba Venecia y confirmó los antiguos privilegios. En 1396 Manuel firmó una bula de oro ante la insistencia del bailío veneciano, Gussoni, que permitió a los venecianos comerciar en todo su reino, les otorgó su propia iglesia, banco y un tribunal de justicia. Manuel III envió una campana y un reloj a Venecia para ser reparados, y en 1416 se registra la visita de una embajada trebera a esa ciudad. Sin embargo, con Génova fueron frecuentes las luchas. Manuel III fue acusado de sobornar a los funcionarios genoveses en Gálata. En 1416 Génova resolvió tomar medidas contra él por interferir en su castillo en Trebisonda, que se volvió tan grave que los venecianos ordenaron a sus galeras no desembarcar en Trebisonda debido a las «divisiones existentes entre el emperador y los genoveses».
Los últimos años del reinado de Manuel III se vieron empañados por la discordia con su propio hijo Alejo IV, aunque había sido asociado en autoridad como déspota. Durante un tiempo Manuel III había puesto a su servicio a un joven como su paje. El favor que se le mostró, sin embargo, despertó la ira de la aristocracia nativa por su humilde nacimiento por lo que envenenaron la mente del pueblo contra el paje. Al mismo tiempo, Alejo IV, codicioso del trono, izó la bandera de la revuelta y exigió que el favorito fuera desterrado. Los nobles se le unieron y sitiaron a Manuel III en la ciudadela alta, obligándolo finalmente a ceder y desterrar al favorito del palacio. Entonces la gente se dispersó, pero Alejo IV, que todavía buscaba la corona, se vio obligado a reconciliarse con su padre. El precio de la reconciliación fue que Alejo IV tomó al joven paje a su servicio. Manuel III murió en marzo de 1417, y fue sucedido por Alejo IV. George Finlay registra el rumor de que su hijo «era sospechoso de haber acelerado la muerte de su padre».
Manuel, «como su padre, se interesó activamente por los edificios de carácter religioso. En el año de su sucesión presentó una cruz ornamentada que se cree que contiene una reliquia sagrada (stavrotheke), en este caso un trozo de la cruz en la que Jesús Cristo fue crucificado al monasterio de Sumela».

## Matrimonio y descendencia
| \| \| \| \| \| \| \| \| \| \| \| \| \| \| \| \| \| \| \| \| 16. Juan II de Trebisonda \| \| \| \| \| \| \| \| \| \| \| \| \| \| \| \| \| \| \| \| \| \| \| \| \| \| \| \| \| \| \| \| \| \| \| \| \| \| \| \| \| \| \| \| \| \| \| \| \| \| \| \| \| \| 8. Alejo II de Trebisonda \| \| \| \| \| \| \| \| \| \| \| \| \| \| \| \| \| \| \| \| \| \| \| \| \| \| \| \| \| \| \| \| \| \| \| \| \| \| \| \| \| \| \| \| \| \| \| \| \| \| \| \| \| \| 17. Eudoxia Paleóloga \| \| \| \| \| \| \| \| \| \| \| \| \| \| \| \| \| \| \| \| \| \| \| \| \| \| \| \| \| \| \| \| \| \| \| \| \| \| \| \| \| \| \| \| \| \| \| \| \| \| \| \| \| \| 4. Basilio de Trebisonda \| \| \| \| \| \| \| \| \| \| \| \| \| \| \| \| \| \| \| \| \| \| \| \| \| \| \| \| \| \| \| \| \| \| \| \| \| \| \| \| \| \| \| \| \| \| \| \| \| \| \| \| \| \| 18. Beka I Jaqeli \| \| \| \| \| \| \| \| \| \| \| \| \| \| \| \| \| \| \| \| \| \| \| \| \| \| \| \| \| \| \| \| \| \| \| \| \| \| \| \| \| \| \| \| \| \| \| \| \| \| \| \| \| \| 9. Jiajak Jaqeli \| \| \| \| \| \| \| \| \| \| \| \| \| \| \| \| \| \| \| \| \| \| \| \| \| \| \| \| \| \| \| \| \| \| \| \| \| \| \| \| \| \| \| \| \| \| \| \| \| \| \| \| \| \| 2. Alejo III de Trebisonda \| \| \| \| \| \| \| \| \| \| \| \| \| \| \| \| \| \| \| \| \| \| \| \| \| \| \| \| \| \| \| \| \| \| \| \| \| \| \| \| \| \| \| \| \| \| \| \| \| \| \| \| \| \| 5. Irene de Trebisonda \| \| \| \| \| \| \| \| \| \| \| \| \| \| \| \| \| \| \| \| \| \| \| \| \| \| \| \| \| \| \| \| \| \| \| \| \| \| \| \| \| \| \| \| \| \| \| \| \| \| \| \| \| \| 1. Manuel III de Trebisondonda \| \| \| \| \| \| \| \| \| \| \| \| \| \| \| \| \| \| \| \| \| \| \| \| \| \| \| \| \| \| \| \| \| \| \| \| \| \| \| \| \| \| \| \| \| \| \| \| \| \| \| \| \| \| 6. Nicéforo Cantacuceno \| \| \| \| \| \| \| \| \| \| \| \| \| \| \| \| \| \| \| \| \| \| \| \| \| \| \| \| \| \| \| \| \| \| \| \| \| \| \| \| \| \| \| \| \| \| \| \| \| \| \| \| \| \| 3. Teodora Cantacucena \| \| \| \| \| \| \| \| \| \| \| \| \| \| \| \| \| \| \| \| \| \| \| \| \| \| \| \| \| \| \| \| \| \| \| \| \| \| \| \| \| \| \| \| \| \| \| \| \| \| \| \| |                                |  |  |  |  |  |  |  |  |  |  |  |  |  |  |  |
| |                                |  |  |  |  |  |  |  |  |  |  |  |  |  |  |  |
| | 16. Juan II de Trebisonda      |  |  |  |  |  |  |  |  |  |  |  |  |  |  |  |
| |                                |  |  |  |  |  |  |  |  |  |  |  |  |  |  |  |
| |                                |  |  |  |  |  |  |  |  |  |  |  |  |  |  |  |
| | 8. Alejo II de Trebisonda      |  |  |  |  |  |  |  |  |  |  |  |  |  |  |  |
| |                                |  |  |  |  |  |  |  |  |  |  |  |  |  |  |  |
| |                                |  |  |  |  |  |  |  |  |  |  |  |  |  |  |  |
| | 17. Eudoxia Paleóloga          |  |  |  |  |  |  |  |  |  |  |  |  |  |  |  |
| |                                |  |  |  |  |  |  |  |  |  |  |  |  |  |  |  |
| |                                |  |  |  |  |  |  |  |  |  |  |  |  |  |  |  |
| | 4. Basilio de Trebisonda       |  |  |  |  |  |  |  |  |  |  |  |  |  |  |  |
| |                                |  |  |  |  |  |  |  |  |  |  |  |  |  |  |  |
| |                                |  |  |  |  |  |  |  |  |  |  |  |  |  |  |  |
| | 18. Beka I Jaqeli              |  |  |  |  |  |  |  |  |  |  |  |  |  |  |  |
| |                                |  |  |  |  |  |  |  |  |  |  |  |  |  |  |  |
| |                                |  |  |  |  |  |  |  |  |  |  |  |  |  |  |  |
| | 9. Jiajak Jaqeli               |  |  |  |  |  |  |  |  |  |  |  |  |  |  |  |
| |                                |  |  |  |  |  |  |  |  |  |  |  |  |  |  |  |
| |                                |  |  |  |  |  |  |  |  |  |  |  |  |  |  |  |
| | 2. Alejo III de Trebisonda     |  |  |  |  |  |  |  |  |  |  |  |  |  |  |  |
| |                                |  |  |  |  |  |  |  |  |  |  |  |  |  |  |  |
| |                                |  |  |  |  |  |  |  |  |  |  |  |  |  |  |  |
| | 5. Irene de Trebisonda         |  |  |  |  |  |  |  |  |  |  |  |  |  |  |  |
| |                                |  |  |  |  |  |  |  |  |  |  |  |  |  |  |  |
| |                                |  |  |  |  |  |  |  |  |  |  |  |  |  |  |  |
| | 1. Manuel III de Trebisondonda |  |  |  |  |  |  |  |  |  |  |  |  |  |  |  |
| |                                |  |  |  |  |  |  |  |  |  |  |  |  |  |  |  |
| |                                |  |  |  |  |  |  |  |  |  |  |  |  |  |  |  |
| | 6. Nicéforo Cantacuceno        |  |  |  |  |  |  |  |  |  |  |  |  |  |  |  |
| |                                |  |  |  |  |  |  |  |  |  |  |  |  |  |  |  |
| |                                |  |  |  |  |  |  |  |  |  |  |  |  |  |  |  |
| | 3. Teodora Cantacucena         |  |  |  |  |  |  |  |  |  |  |  |  |  |  |  |
| |                                |  |  |  |  |  |  |  |  |  |  |  |  |  |  |  |
| |                                |  |  |  |  |  |  |  |  |  |  |  |  |  |  |  |

Manuel III se casó con Gulkhan-Eudokia de Georgia, la viuda de su medio hermano mayor Andrónico e hija del rey David IX de Georgia, en 1377. Su segunda esposa, con quien se casó en 1395, fue Ana Filantropena de la familia bizantina Ducas.
Con Gulkhan-Eudokia, tuvo al menos un hijo:
- Alejo, quien lo sucedió como emperador

Según Thierry Ganchou, Manuel III tuvo un hijo con su segunda esposa Ana. Ganchou lo identifica como el Gran Comneno sin nombre a quien Jorge Frantzés menciona en su historia. Este Gran Comneno había sido el anterior dueño del semental que montaba Frantzés mientras hacía campaña en Morea en 1429, y se casó con Eudoxia, la hija de Manuel Paleólogo Cantacuceno, pero murió antes de que la pareja pudiera tener hijos.  